# Eric Bonython Conservation Park (Australien)
Eric Bonython Conservation Park är en park i Australien.   Den ligger i delstaten South Australia, i den södra delen av landet, 1 000 km väster om huvudstaden Canberra. Eric Bonython Conservation Park ligger 247 meter över havet.
I omgivningarna runt Eric Bonython Conservation Park växer i huvudsak blandskog.